# Ozero Sjtjaty
Ozero Sjtjaty (ryska: Озеро Щаты) är en sjö i Belarus.   Den ligger i voblasten Vitsebsks voblast, i den norra delen av landet, 170 km nordost om huvudstaden Minsk. Ozero Sjtjaty ligger 125 meter över havet. Arean är 0,90 kvadratkilometer. Den ligger vid sjön Ozero Suja. Den sträcker sig 0,9 kilometer i nord-sydlig riktning, och 2,2 kilometer i öst-västlig riktning.
Omgivningarna runt Ozero Sjtjaty är en mosaik av jordbruksmark och naturlig växtlighet. Runt Ozero Sjtjaty är det glesbefolkat, med 13 invånare per kvadratkilometer.